# Sankt-Laurentius-Kirche (Magdeburg)

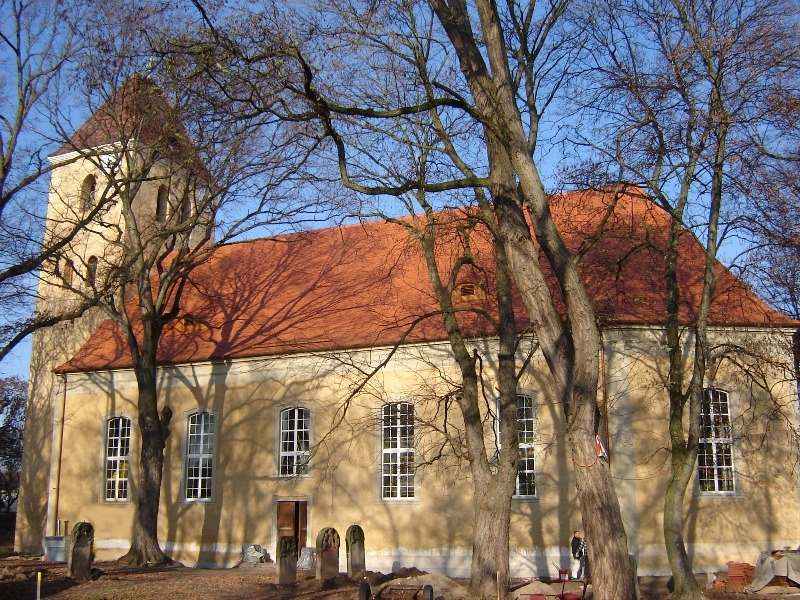
Südansicht

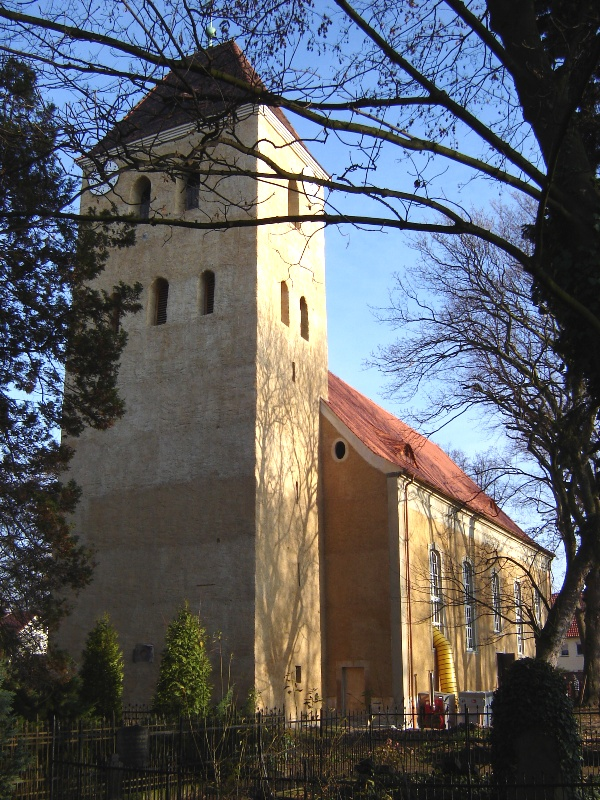
Westansicht

Die Sankt-Laurentius-Kirche ist eine evangelische Kirche im Magdeburger Stadtteil Alt Olvenstedt. Namenspatron ist der hl. Laurentius von Rom.

## Architektur
Die Kirche verfügt über einen romanischen nur von innen erreichbaren Klumpturm. Im 13. Jahrhundert erfolgte eine Erhöhung des Turms. Die Schallöffnungen sind als Spitzbögen ausgeführt. Im Erdgeschoss des Turms befindet sich ein Tonnengewölbe, welches in der nordwestlichen Ecke von einer ummantelten Steintreppe durchbrochen wird. In der Westmauer der Kirche befindet sich ein Viereckstein mit einer runden Vertiefung. Es wird angenommen, dass es sich hierbei um ein altes Hohlmaß handelt.
Das Kirchenschiff verfügt auf jeder Längsseite über vier Flachbogenfenster und eine Tür. Der dreiseitige Ostschluss ist als Sakristei und Vorhalle abgegrenzt. Das Innere der Kirche ist verputzt.

## Geschichte
Der genaue Zeitpunkt der Grundsteinlegung des Kirchengebäudes ist unbekannt. Vermutet wird das 11. oder 12. Jahrhundert. So wird z. B. mit einer Urkunde vom 13. Februar 1287 des Erzbischofs Erich zu Magdeburg das Patronat über eine Kirche in Olvenstedt dem Kloster Mariae Magdalenae geschenkt, nachdem es einen daneben liegenden Hof erworben hat. In dieser Urkunde heißt es, dass das Patronat von Alters her (ab antiquo) mit dem Hof verbunden gewesen wäre. Allerdings wird der Name der Kirche nicht erwähnt, sodass auch die zweite ursprünglich in Olvenstedt bestehende Kirche, die Sankt-Petri-Kirche, gemeint sein könnte. Aufgrund der Nähe zum Freihof der Familie von Olvenstedt, die als Stifterin der Laurentiuskirche gilt, ist jedoch anzunehmen, dass mit dieser Erwähnung wohl die Laurentiuskirche gemeint ist. Nach anderen Quellen wird die Gründung sogar für das 9. oder 10. Jahrhundert vermutet.
Im Jahre 1494 wird die Laurentiuskirche im Zusammenhang einer Belehnung von landwirtschaftlichen Flächen durch das Kloster Berge zugunsten eines Simon Heydeck genannt. Wahrscheinlich wurde die Kirche während der Belagerung Magdeburgs in den Jahren 1550/51 zerstört. Ein Wiederaufbau erfolgte danach verhältnismäßig schnell. Am 15. April 1564 fand eine erste lutherische Kirchenvisitation statt. Sankt Laurentius war evangelisch geworden. An der Laurentiuskirche, zeitweise auch als „Haupt- oder Schlosskirche“ bezeichnet, wurden im Jahre 1611 umfangreiche Reparaturarbeiten durchgeführt. Um 1630 war sie vermutlich nicht mehr ständig in Benutzung. Bei der Zerstörung Olvenstedts während des Dreißigjährigen Krieges durch kaiserliche Truppen im Jahre 1644 oder 1645 wurde auch die Laurentiuskirche weitgehend zerstört. Für das Jahr 1650 wird sie noch als wüst bezeichnet. Im Jahr 1724 wurden die Petrikirche und die Reste des Schiffes der Laurentiuskirche abgerissen. Aus den Trümmern erfolgte der Neuaufbau des Kirchenschiffs der Laurentiuskirche.
Während des Ersten Weltkriegs mussten im Jahr 1917 die Bronzeglocken für Rüstungszwecke abgegeben werden. 1922 konnten Ersatzglocken aus Stahl angeschafft werden.
Am 16. Januar 1945 wurde die Laurentiuskirche während des größten Luftangriffs auf das benachbarte Magdeburg von einer Brandbombe getroffen. Die Kirche brannte völlig aus, auch der Glockenstuhl wurde vernichtet. Die beiden Stahlglocken stürzten herunter und zerbarsten beim Aufschlag. Bereits wenige Monate nach Kriegsende begannen die Aufbauarbeiten. Die zunächst dachlose Kirche wurde wieder für Gottesdienste genutzt. Im Jahr 1953 war das Kirchengebäude wiederhergestellt. In der nachfolgenden Zeit wurde die Ausstattung der Kirche erneuert. Neben Kanzel, Altar und Taufständer, in den die Taufschale aus dem Jahr 1867 passt, kamen auch acht hölzerne Figuren hinzu. Letztere gehörten ursprünglich zu einem barocken Altar der Kirche in Athenstedt, die jedoch 1938 in eine arische Weihestätte umfunktioniert worden war. Die ausgelagerten Figuren, die unter anderem Christus, Moses, Apostel Petrus und Evangelist Johannes darstellen, wurden nach ihrer Wiederentdeckung der Laurentiuskirche zur Verfügung gestellt. Zunächst wurden die Figuren direkt am Altar aufgestellt, später fanden sie Platz unter den östlichen Fenstern. 1963 wurde Albrecht Steinwachs (1934–2012) Pfarrer an der Kirche.
Am 1. Januar 2003 musste die Laurentiuskirche wegen Baufälligkeit gesperrt werden, da die Dachbalken durch massiven Schädlingsbefall erheblich beschädigt worden waren. Schon im Oktober 2002 hatte sich ein Kirchenbauverein gegründet, der sich die Rettung der Kirche zum Ziel setzte. Da eine Sanierung der Kirche nur unter Aufbringung von Eigenmitteln seitens der Kirchengemeinde in Frage kam, sammelte der Verein über 50.000 Euro. Nach der völligen Erneuerung des Kirchendachs musste auch das Innere des Kirchenschiffs neu hergerichtet werden. Im September 2003 konnten am Turm neue Zifferblätter für die Turmuhr angebracht werden. Sie wurden im Gegensatz zu den alten Blättern rund gestaltet, um sie der romanischen Bauweise des Turms anzupassen.